# Carl Weitbrecht
Carl Theodor Weitbrecht (Neuhengstett, 8 dicembre 1847 – Stoccarda, 10 giugno 1904) è stato uno scrittore e storico della letteratura tedesco, professore universitario e rettore dell'Hochscule di Stoccarda.

## Biografia

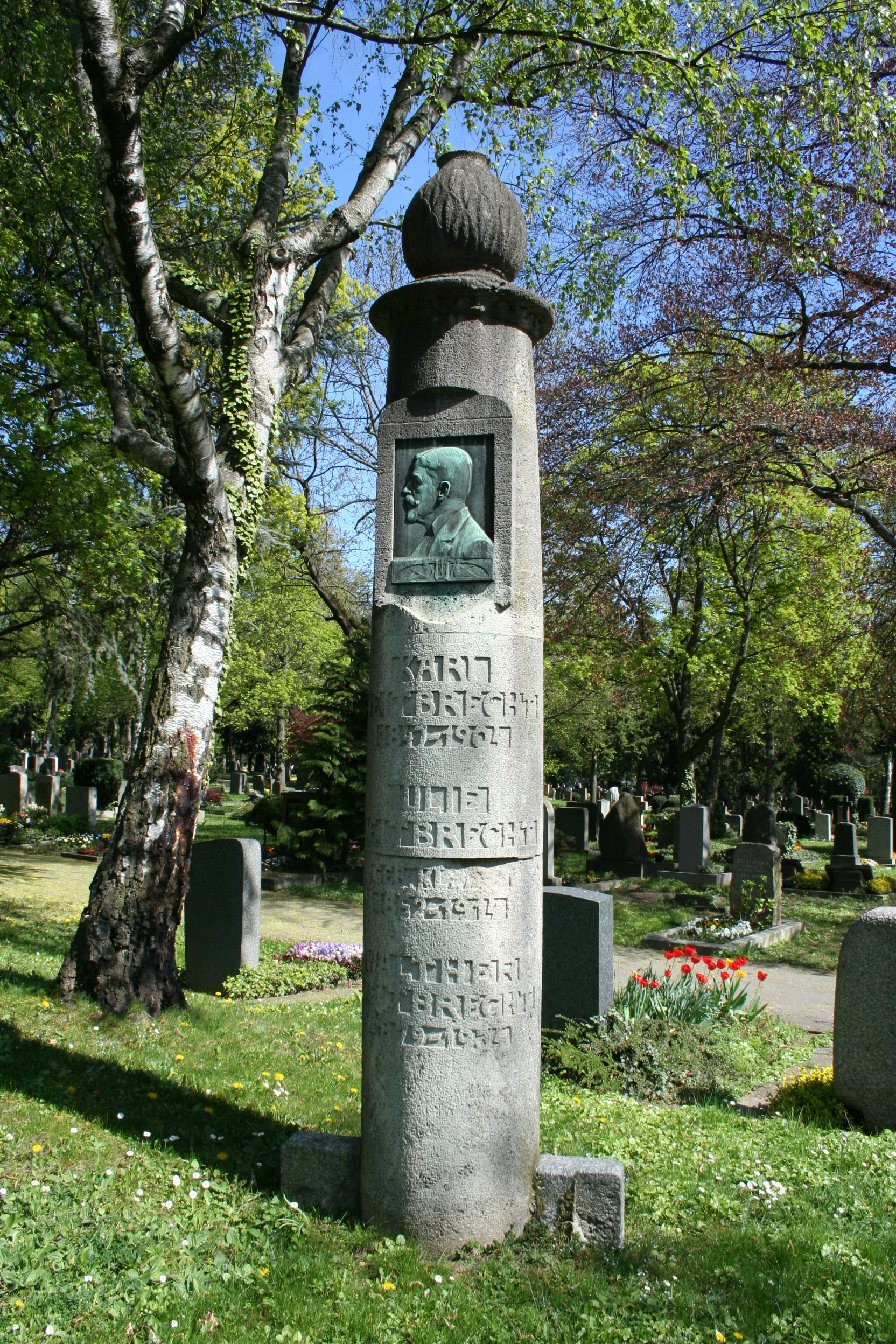
Tomba presso il "Cimitero di Praga", a Stoccarda

Weitbrecht proveniva dal ramo Schorndorf della famiglia Weitbrecht ed era figlio del pastore Karl Gottlob Weitbrecht (1810–1886) e Julie Finckh (1823–1893). Durante i propri studi divenne membro della confraternita Arminia Tübingen nel 1865. Fu anche membro dell'associazione studentesca Normannia. Dopo aver studiato teologia e tedesco all'Università di Tubinga, Weitbrecht ottenne, inizialmente, un posto di diacono a Schwaigern vicino a Heilbronn nel 1874. Nel 1886 accettò la chiamata a Zurigo per assumere l'incarico di rettore del liceo femminile, l'odierna scuola cantonale Hohe Promenade, e del cui collegio dei maestri. Nel 1894 Weitbrecht si trasferì in quella che allora era l'Università Tecnica (Hochschule) di Stoccarda, dove fu assunto come professore ordinario di letteratura tedesca e di cui assunse anche il rettorato dal 1902 fino alla sua morte avvenuta nel 1904, succedendo a Jakob Johann von Weyrauch.
Durante il suo periodo di attività come diacono, lavorò con suo fratello Richard Weitbrecht, anch'egli scrittore, ma anche con Eduard Paulus, su diversi volumi di racconti e poesie della Svevia. Infine Weitbrecht si dedicò sempre maggiormente alla propria attività di scrittura: anche se pubblicò principalmente novelle, fu autore anche testi di canzoni di guerra e di patriottismo, nonché delle prime analisi storico-letterarie. Fin dalla sua permanenza a Zurigo, Weitbrecht si cimentò anche come drammaturgo con la scrittura di alcune opere. Inoltre, presentò le propri opinioni drammaturgiche nel libro Il dramma tedesco . Fu solo dal suo ritorno a Stoccarda che Weitbrecht divenne sempre più attivo come storico della letteratura, sebbene Rudolf Steiner lo accusasse di opinioni antisemite in una recensione dei suoi due volumi di storia letteraria tedesca.
Nel 1902 fu nominato per il premio Nobel per la Letteratura.
Carl Weitbrecht era sposato con Julie Klemm (1852–1914) dalla quale ebbe tre figli e sei figlie. La sua tomba si trova nel cimitero di Praga a Stoccarda-Nord.

## Opere (scelta)
- Lieder von Einem, der nicht mitdarf; Kriegslieder, Stuttgart, 1870
- Was der Mond bescheint. Gedichte zu Bildern von Hugo Knorr; Stuttgart, 1873
- Gedichte; Stuttgart. 1875, 3. Aufl. 1880;
- Was ist's mit der Sozialdemokratie ?,  Levy & Müller, Stuttgart, 1880
- Verirrte Leute; sechs Novellen, Stuttgart, 1882
- Nohmôl Schwôbagschichta; Stuttgart, 1882; Koautor: Richard Weitbrecht
- Gschichta'n aus'm Schwôbaland; Stuttgart 1877, 2. Auflage, 1883; Koautor: Richard Weitbrecht
- Schwäbische Dichterbuch; Stuttgart, 1883; Koautor: Eduard Paulus
- Geschichtenbuch; Stuttgart, 1884
- Kalenderstreit in Sindringen; Stuttgart, 1885
- Heimkehr; zwei Novellen, Stuttgart, 1886
- Sonnenwende; neue Dichtungen, Stuttgart, 1890
- Sigrun; Stuttgart, 1891
- Phaläna, das Leiden eines Buches; Zürich, 1892; 2. Auflage, Stuttgart, 1895
- Diesseits von Weimar. Auch ein Buch über Goethe; Stuttgart, 1895
- Doktor Schmidt, Lustspiel nach Friedrich Schiller, Stuttgart, 1896
- Schiller in seinen Dramen; Stuttgart, 1897
- Württemberg wie es war und ist. Geschildert in einer Reihe von vaterländischen Erzählungen aus Württembergs ältesten Tagen bis auf unsere Zeit. Mit Originalzeichnungen von A. Federer und Andere. 4 Bde. 11. Auflage, Stuttgart; Daser-Verlag, 1898
- Geschichten eines Verstorbenen; Adolf Bonz, Stuttgart, 1898
- Schwarmgeister; Tragödie, Stuttgart, 1900
- Das deutsche Drama, Berlin, 1900
- Schiller und die deutsche Gegenwart; Stuttgart, 1901
- Deutsche Literaturgeschichte des 19. Jahrhunderts; Georg Joachim Göschen’sche Verlagsbuchhandlung, Leipzig, 1901
- Deutsche Literaturgeschichte der Klassikerzeit; Georg Joachim Göschen’sche Verlagsbuchhandlung, Leipzig, 1901
- Gesammelte Gedichte; Stuttgart 1903